# Schlierach (Gaißach)
Die Schlierach ist ein rechter Zufluss der Großen Gaißach in Oberbayern.
Die Schlierach entsteht auf dem Gebiet von Marienstein, nimmt Zuflüsse aus dem Höllgraben auf und mündet nach nur ca. 1,6 km langem Lauf in die Große Gaißach.